# Галустян, Михаил Сергеевич
Михаи́л Серге́евич Галустя́н (настоящее имя — Ншан, арм. Նշան (Միխայիլ) Սերգեյի Գալստյան; род. 25 октября 1979, Сочи, Краснодарский край, РСФСР,СССР), также известный как Су́пер Жо́рик — российский актёр кино, телевидения, озвучивания и дубляжа, сценарист, кинопродюсер, телеведущий, певец, шоумен, комик и юморист

.

## Биография и карьера
Родился 25 октября 1979 года в Сочи в армянской семье.
Сначала учился в сочинской школе № 2, а затем родители перевели его в гимназию № 8, где он и вышел впервые на сцену в роли Винни-Пуха в сценке собственного сочинения. Занимался в кукольном театре и в секции дзюдо при Дворце пионеров. В 10-м классе участвовал в школьном КВН, и его класс победил одиннадцатиклассников. Стал капитаном школьной команды КВН, которая выиграла у всех школ, училищ и даже вузов города и края; не выиграли только у СГУТиКД (Сочинский государственный университет туризма и курортного дела).

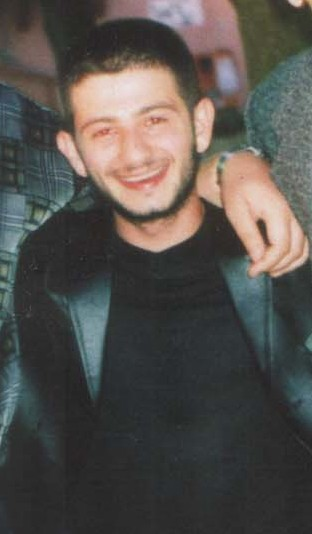
Галустян на «Голосящем КиВиН» в Юрмале, июль 2000 года

В 1996 году окончил школу и поступил в медицинское училище, где учился по специальности «фельдшер». Он в это время играл в команде «Утомлённые солнцем». После окончания училища поступил в Сочинский государственный университет туризма и курортного дела на социально-педагогический факультет по специальности «учитель истории и права», но не окончил его. В 1998 году команда его университета приняла участие в Воронежской лиге КВН «Старт», дойдя до финала. После выступления команда получает от А. В. Маслякова приглашение участвовать в Высшей лиге. Был отчислен из института за прогулы занятий — всё время уходило на репетиции, гастроли и игры; порой «Утомлённые солнцем» давали по три концерта в день. В институте был восстановлен в 2003 году.
В 2002 году стал капитаном команды «Утомлённые солнцем». «Утомлённые солнцем» стали чемпионами Высшей лиги 2003 года, трижды завоевали Летний кубок КВН (2004, 2005 и 2009).
С ноября 2006 по октябрь 2011 года участвовал в юмористическом скетчкоме «Наша Russia» (ТНТ). Также принимал участие в телешоу «Ледниковый период» на Первом канале, в паре с Марией Петровой и Еленой Бережной. Снимался в рекламе шоколадного бисквита «ChocoPie», мороженого «Баскин Роббинс». С января 2011 по декабрь 2012 год был одним из членов жюри в телепередаче «Рассмеши комика» на телеканале «Интер».
В 2011 году стал студентом Московской государственной юридической академии имени О. Е. Кутафина.
В 2012 году основал собственную кинокомпанию «NG Production», где занял должность креативного продюсера.
1 октября 2019 года покинул ТНТ и перешёл на СТС, где вместе с Сергеем Светлаковым в течение двух лет вёл комедийное шоу «Русские не смеются».
В 2019 году начал карьеру певца под псевдонимом Super (Супер) Жорик и завершил в 2023-м.
С сентября 2021 года вернулся на ТНТ и являлся ведущим шоу «Звёзды в Африке» (позже — «Звезды в джунглях») и «Сокровище императора» на этом же телеканале совместно с Ольгой Бузовой.
В апреле 2023 года сообщил о получении гражданства Армении.
В декабре 2023 года принял участие в русском дубляже трейлера мультфильма «Кунг-фу панда 4» (2024), записанном студией Red Head Sound, в котором озвучил персонажа По, чьим голосом Михаил являлся на протяжении трёх предыдущих мультфильмов. После выхода 4-й части «Кунг-фу панды» в марте 2024 года студия пригласила артиста для озвучивания самого мультфильма.

### Семья
Отец — Сергей Ншанович Галустян — повар, родился в Евпатории.
Мать — Сусанна Ардашовна Галустян (род. 31 декабря 1948, Сухуми) — медработник, работала в травмпункте
Брат — Давид Сергеевич Галустян (род. 20 марта 1986) — тоже КВНщик (играл в командах КВН «Южнее некуда», «Тихий час», «Оскары», «Пальма-de-Сочи»), работает в «Камеди Клаб Продакшн».
Бабушка — Валентина Ароновна
Галустян — пенсионерка.

### Личная жизнь
Жена (с 7 июля 2007 года) — Виктория Викторовна Галустян (в девичестве Штефанец; род. 7 июля 1986 года в Краснодаре); окончила Кубанский государственный университет по профессии бухгалтер.развелись в апреле 2025

Дочери — Эстелла (род. 25 августа 2010), Элина (род. 16 февраля 2012).
Жена — Виктория Галустян (до замужества Штефанец). Они поженились 7 июля 2007 года. Виктория родилась 7 июля 1986 года в Краснодаре. Она закончила Кубанский государственный университет и работает бухгалтером. Их брак закончился разводом в апреле 2025 года.
У них есть две дочери: Эстелла (родилась 25 августа 2010 года) и Элина (родилась 16 февраля 2012 года).

## Общественно-политическая позиция
В 2012 году во время президентских выборов в России участвовал в предвыборной кампании кандидата в президенты РФ Владимира Путина.
С мая 2016 года входит в главный штаб военно-патриотического движения «Юнармия». С 2016 года сотрудничает с Минобороны России в рамках Военно-патриотического парка «Патриот», в частности являлся организатором и автором идеи военно-тактических игр России.
В ходе президентских выборов 2018 года вошёл в состав движения Putin Team, выступавшего в поддержку Владимира Путина и инициативной группы, выдвинувшей кандидатуру политика, также в этом году являлся доверенным лицом Путина на выборах.

## Санкции

Страны, которые ввели против Галустяна санкции

В 2019 году Галустяна внесли в базу данных «Миротворец» так как он «сознательно нарушал границы Украины с целью проникновения в захваченный российскими оккупантами Крым» и за участие актёра в «пропагандистских мероприятиях».
7 января 2023 года, на фоне вторжения России на Украину, внесён в санкционный список Украины «за посещение оккупированных территорий после начала вторжения, участие в пропагандистских концертах, публичную поддержку войны и режима Путина».
3 февраля 2023 года внесён в санкционный список Канады как причастный к «распространению российской дезинформации и пропаганды».
24 февраля 2025 года, как российский пропагандист, внесён в санкционный список всех стран Евросоюза, отмечается, что Галустян «является давним сторонником президента РФ Владимира Путина и его политики, он использует свою известность для распространения сообщений и нарративов кремлёвской пропаганды».

## Скандалы
31 марта 2015 года группа «Анонимный интернационал» выложила для свободного скачивания СМС-переписку за 2011—2014 годы заместителя начальника Управления по внутренней политике Администрации Президента Российской Федерации Тимура Прокопенко. В этой переписке участвовал и Михаил Галустян, который, как выяснилось, «публиковал в своём блоге тексты о войне на Украине», согласовывая их содержание с Прокопенко, и «участвовал в презентации футболок с Путиным». Так, Михаил Галустян просил прислать ему тексты про Евромайдан и крушение рейса MH17, которые он смог бы выложить от своего имени, впоследствии данные посты были опубликованы.
Также из этой переписки стало известно, что спустя два месяца после написания заказной статьи Михаил Галустян обратился к Тимуру Прокопенко с просьбой присвоить ему звание заслуженного артиста Российский Федерации. В качестве аргументов к получению звания был указан возраст Галустяна (35 лет на момент обращения) и актёрский стаж — 15 лет.

## Киберспорт
В 2016 году принял участие в «звёздном» матче по игре Overwatch, став капитаном команды. В его команде принимали участие такие звёзды, как Стас Давыдов, Ричард Чиркин (под псевдонимом — UselessMouth), Алексей Жарков, Данил Гаврилов и Роман Гагатун. Победу одержала команда капитана Натана.

## Награды[3]
- 1995 — Чемпион КВН Сочи
- 1996 — Премия «За актёрское мастерство», Москва
- 1998 — Премия «Овация», Санкт-Петербург
- 1999 — Премия «Поборол!», Москва
- 2000 — Премия «За ударный труд», Москва
- 2003 — Чемпион Высшей лиги КВН
- 2004 — Чемпион Летнего кубка КВН
- 2005 — Чемпион Летнего кубка КВН
- 2008 — Кубок «Легенда КВН», Москва
- 2008 — Был номинирован в «MTV Russia Movie Awards» за лучшую комедийную роль, но премию не получил
- 2009 — Летний кубок КВН «В стиле Ретро» (Сочи)

## Фильмография

### Актёрские работы
- 2006 — Испанский вояж Степаныча — Янычар
- 2007 — Счастливы вместе (телесериал) — камео
- 2008 — Самый лучший фильм — «Полкило»
- 2008 — Гитлер капут! — партизан Рабинович
- 2009 — Самый лучший фильм 2 — Екатерина II
- 2010 — Наша Russia. Яйца судьбы — Равшан / бомж Борода / Димон / Алёна
- 2011—2014 — Зайцев+1 (телесериал) — Фёдор, альтер эго Саши
- 2011 — Беременный — Жора, друг Сергея
- 2012 — Ржевский против Наполеона — маркиз де Мазо-сад
- 2012 — Няньки — араб
- 2012 — Тот ещё Карлосон! — метрик Карлосон
- 2012 — Билет на Vegas — Гарик
- 2014 — Подарок с характером — Михаил Орешкин
- 2014 — 8 новых свиданий — Тимур
- 2015 — Одной левой — Георгий Сергеевич Гродман
- 2016 — Бородач. Понять и простить (телесериал) — Александр Родионович Бородач
- 2017 — Алмазный эндшпиль — полицейский
- 2019 — Бабушка лёгкого поведения 2. Престарелые мстители — медвежатник Заза
- 2020 — Миша портит всё — ведущий Миша (камео)
- 2021 — Прабабушка лёгкого поведения. Начало — Русик
- 2021 — Дракулов — граф Дракулов
- 2022 — Папы — Галустян
- 2022 — Артек. Большое путешествие — Сергей Сергеевич Курочкин
- 2022 — Отпуск (телесериал) — Марик
- 2022 — СамоИрония судьбы — депутат Виктор Харитонович / охранник Бородач / Кукла-робот
- 2024 — Небриллиантовая рука — контрабандист, помощник аптекаря
- 2025 — Наша Russia. 8 марта — депутат Виктор Харитонович / охранник Бородач / Жорик Вартанов
- 2025 — Артек. Сквозь столетия — Сергей Сергеевич Курочкин

### Продюсерские работы
- 2012 — Няньки (креативный продюсер)
- 2012 — Тот ещё Карлосон! (креативный продюсер)
- 2012 — Билет на Vegas
- 2014 — Подарок с характером
- 2014 — 8 новых свиданий
- 2015 — Одной левой
- 2022 — Папы

### Дубляж
- 2008 — Кунг-фу панда — панда По[44]
- 2011 — Кунг-фу панда 2 — панда По[45]
- 2012 — Железяки — Микро / Хануман[46]
- 2015 — Ловушка для привидения — привидение Хьюго[47]
- 2016 — Кунг-фу панда 3 — панда По[48]
- 2017 — Лего Фильм: Ниндзяго — Сэнсэй Ву / Мастер Лью[49]
- 2018 — Плюшевый монстр — Дон Левон[50]
- 2020 — Тролли. Мировой тур — Брюлик[51]
- 2022 — Лига монстров — Стив[52]
- 2022 — Команда котиков — Свитч
- 2022 — Новая игрушка — Сами Шериф[53]
- 2024 — Кунг-фу панда 4 — панда По (дубляж студии Red Head Sound)[54]

### Озвучивание
- 2014 — Попугай Club — Сёма
- 2015 — Савва. Сердце воина — Полубарон Фафл
- 2017 — Колобанга. Привет, Интернет! — Троян

### Телевидение[3]
- Наша Russia — различные роли, см. ниже (2006—2011)
- Comedy Club (2006—2019, периодически)
- Ледниковый период (2008, 2009 — 2 и 3 сезоны)
- Прожекторперисхилтон (2008)
- Стенка на стенку (2008)
- Кто хочет стать миллионером? (2007, 2010, 2015)
- Пока все дома (2008)
- Большие гонки (2008)
- Золотой граммофон (2009)
- Comedy Woman (2009, 23 выпуск) — тренер женской футбольной команды
- Кино в деталях (2010)
- Рассмеши комика (2011, 2 сезона)
- Суперинтуиция (2011, 4-й сезон)
- Comedy Woman (2012, 69 выпуск) — Жорик Вартанов, телеведущий на «Сев-Кав TV» (Пятигорск)
- Что? Где? Когда? (4 марта 2018)[55][56].
- Премия Муз-ТВ (2019)
- Русские не смеются (2019—2020)
- Звёзды в Африке (позже — Звезды в джунглях) (2021—2024)
- Не дрогни! (2022)
- КВН — телеведущий (2022)
- Галустян+ (2022—2023)
- Сокровища императора (2024—2025)

#### Роли в проекте «Наша Russia»
- Равшан — строитель-гастарбайтер (Москва, Сочи)
- Людвиг Аристархович — консьерж (Санкт-Петербург)
- Евгений (Геннадий) Михайлович Кишельский — тренер-садист футбольного клуба «ГазМяс», позже — женского футбольного клуба «ГазМясочка» (Омск)
- Михалыч — начальник цеха трубопрокатного завода № 69 (Челябинск) — в 1 сезоне его звали Игорь Михалыч, во 2-м и 3-м сезоне — Алексей, а в 4-м его звали Виктор Михайлович Орешкин
- Димон — тинейджер, в одном из эпизодов — в роли самого себя. (Краснодар, Анапа, Москва)
- Анастасия Кузнецова — официантка суши-бара «Белая ива» (Иваново)
- Гаврилов — инспектор ГИБДД (Трасса «Пенза—Копейск»)
- Виктор Харитонович Мамонов — депутат (Нефтескважинск)
- Борода — бомж (Рублёвка)
- Жорик Вартанов — телеведущий на «Сев-Кав TV» (Пятигорск)
- Егор Сергеевич Дронов — майор милиции (Усть-Кузьминск)
- Вован — турист из Нижнего Тагила (Турция)
- Валера — сосед Сергея Белякова (Таганрог)
- Вася — болельщик петербургского футбольного клуба «Нева»
- Александр Родионович Бородач — охранник (Рязань; в этой роли также появлялся в сериале «Бородач» 2016 года)

#### Роли в проекте «Галустян+»
- Александр Родионович Бородач — курьер в службе доставки, бывший охранник (Рязань)
- Павлик — пьяный турист (Египет)
- Гриша — глава семьи с раздельным бюджетом
- Бортпроводник самолёта «Первой Относительно Премиальной Авиакомпании»
- Жорик Вартанов — телеведущий на «Сев-Кав TV» (Пятигорск)
- Гаишник, майор полиции (Рублёвка)
- Валера — квартирный вор
- Борис Борисович Борисов
- Альберт Вениаминович Пирогов — доктор
- Сергей — байкер или рокер, отец Ромки
- Макс — олигарх, любовник Кристины
- Андрей
- Адвокат, новый работник Яны Кошкины (зал суда)
- Саша (не стоило путать с Бородачём) — зять Антонины Степановны (Москва)
- Миша (неиспользуемый контент девятого выпуска)
- Дирижёр-садист с манией величия
- Генерал Макнагетс (США)
- Борисович — полицейский
- Артём Валерьевич Воронков — космонавт

## Музыкальный проект «Super Жорик»

### Синглы
- 2019 — «Хочу тибя любицца»[57]
- 2020 — «Золото»[58]
- 2021 — «Чао! Чао!»[59]
- 2021 — «Чао! Чао! (Alexandrjfk Remix)»[60]
- 2021 — «Меня прёт от тебя!»[61]
- 2021 — «Это всё»[62]
- 2022 — «Другая» (при уч. Блестящие)[63]
- 2022 — «Михаил» (при уч. Ольги Бузовой)[64]
- 2022 — «Чили» (при уч. Хабиба)[65]

### Видео
| Год  | Клип                             | Режиссёр         |
| ---- | -------------------------------- | ---------------- |
| 2019 | «Хочу тибя любицца»              | Григор Гаспарян  |
| 2020 | «Золото»                         | Григор Гаспарян  |
| 2021 | «Чао! Чао!»                      | Григор Гаспарян  |
| 2021 | «Меня прёт от тебя!»             | Григор Гаспарян  |
| 2021 | «Это всё»                        | Григор Гаспарян  |
| 2022 | «Другая» (при уч. Блестящие)     | Александр Игудин |
| 2022 | «Михаил» (при уч. Ольги Бузовой) | нет информации   |

### Комментарии
1. ↑  Под псевдонимом Супер Жорик выступал как певец.